# Ruder-Europameisterschaften 1929
Die Ruder-Europameisterschaften 1929 wurden auf der Regattabahn im polnischen Bydgoszcz ausgetragen.

## Ergebnisse
| Bootsklasse            | Gold | Silber | Bronze |
| ---------------------- | --- | --- | --- |
| Einer                  | Bert Gunther | Josef Straka | Achille Mengé |
| Doppelzweier           | Schweiz Édouard Candeveau Ernest Schnezler | Italien Michelangelo Bernasconi Alessandro de Col | Belgien Carlos Van den Driessche Louis Strauwen |
| Zweier ohne Steuermann | Italien Romeo Sisti Nino Bolzoni | Polen Henryk Budziński Jan Mikołajczak | Belgien Havaux Soltermans |
| Zweier mit Steuermann  | Italien Pier Luigi Vestrini Renzo Vestrini Cesare Milani (Steuermann)                                                                                            | Frankreich | Polen Wiktor Szelągowski Henryk Grabowski Tadeusz Gaworski (Steuermann) |
| Vierer ohne Steuermann | Italien Cesare Rossi Pietro Freschi Umberto Bonadè Paolo Gennari                                                                                                 | Niederlande Daan Ferman Bernard van Ogtrop G. N. de Laive J. B. Bosscher                                                                             | Polen Jerzy Braun Leon Birkholc Edmund Jankowski Franciszek Bronikowski |
| Vierer mit Steuermann  | Italien Valerio Perentin Giliante D’Este Nicolò Vittori Giovanni Delise Renato Petronio (Steuermann)                                                             | Dänemark Aage Hansen Christian Olsen Walther Christiansen Richard Olsen Poul Richardt (Steuermann)                                                   | Schweiz Edouard Schädeli Paul Wachtel René Bühler Willy Müller Georges Steiner (Steuermann)                                                                                            |
| Achter                 | Italien Vittorio Cioni Enrico Garzelli Guglielmo Del Bimbo Roberto Vestrini Dino Barsotti Eugenio Nenci Mario Balleri Renato Barbieri Cesare Milani (Steuermann) | Jugoslawien Dragi Glavinović Josip Gattin Emilijo Brainović Petar Kukoć Misce Ljubić Josip Mrklić Andra Žeželj Duško Žeželj Kamilo Roić (Steuermann) | Polen Stefan Jurkowski Witalis Leporowski Zygmunt Kasprzak Władysław Tuliszka Mieczysław Tuliszka Zbigniew Kasprzak Marian Ziętkiewicz Antoni Moschalewicz Bolesław Zimny (Steuermann) |

## Medaillenspiegel
| Platz  | Land             | Gold | Silber | Bronze | Gesamt |
| ------ | ---------------- | ---- | ------ | ------ | ------ |
| 1      | Italien          | 5    | 1      | –      | 6      |
| 2      | Niederlande      | 1    | 1      | –      | 2      |
| 3      | Schweiz          | 1    | –      | 1      | 2      |
| 4      | Polen            | –    | 1      | 3      | 4      |
| 5      | Frankreich       | –    | 1      | –      | 1      |
| 5      | Dänemark         | –    | 1      | –      | 1      |
| 5      | Tschechoslowakei | –    | 1      | –      | 1      |
| 5      | Jugoslawien      | –    | 1      | –      | 1      |
| 9      | Belgien          | –    | –      | 3      | 3      |
| Gesamt | Gesamt           | 7    | 7      | 7      | 21     |